# Баркаган, Зиновий Соломонович
Зиновий Соломонович Баркаган (25 апреля 1925, Одесса — 27 декабря 2006, Барнаул) — советский и российский врач — терапевт и гематолог, член-корреспондент РАМН.

## Биография
Зиновий Баркаган родился 25 апреля 1925 года в Одессе в семье служащих Соломона Львовича и Мины Александровны Баркаган. После окончания школы поступил в Казахский медицинский институт, а в 1944 году перевёлся в Одесский мединститут. Работал в клинике госпитальной терапии.
В 1949-1956 годах Баркаган занимал должности ассистента, доцента, заведующего кафедрой Таджикского мединститута. Здесь он провёл несколько фундаментальных научных исследований по проблемам тропической медицины и расшифровке механизмов отравлений ядами змей и членистоногих.
В 1956 году он переехал в Барнаул и основал в Алтайском мединституте кафедру пропедевтики внутренних болезней. Основным научным направлением кафедры стало изучение геморрагических диатезов и кровотечений. При кафедре был создан один из ведущих в стране центров по диагностике и лечению нарушений гемостаза. Многие из методов Баркагана прошли апробацию в экстремальных условиях — при оказании помощи пострадавшим от землетрясений (Спитакское землетрясение и т. д.), при лучевых поражениях (Чернобыль), тяжёлом сепсисе и отравлениях.
Под его руководством подготовлено 33 доктора и 209 кандидатов медицинских наук.
Скоропостижно скончался от инсульта 27 декабря 2006 года. Похоронен в Барнауле, на Власихинском кладбище, рядом с женой, Идой Михайловной Проектор.
В мае 2013 года в Барнауле открыт музей Зиновия Баркагана.

## Научные работы
Зиновий Баркаган написал более 500 научных трудов, в том числе 15 монографий и руководств. Основные работы:
- Ядовитые змеи и их яды (1967),
- Геморрагические заболевания и синдромы (1980, 1988)
- Основы диагностики нарушений гемостаза (1999)
- Очерки антитромботической фармакопрофилактики и терапии (2000)
- Справочник практического врача (2000)
- Основы диагностики и лечения антифосфолипидного синдрома (2003)

## Награды и звания
- Орден «Знак Почёта»
- Медаль «За освоение целинных земель»
- Медаль «За доблестный труд»
- Заслуженный деятель науки РСФСР (1982)
- Лауреат премии имени М. П. Кончаловского (1984)
- Лауреат Государственной премии СССР (1987)
- Лауреат премии имени И. И. Ползунова (1991)
- Член-корреспондент РАМН (1992)
- Почётный профессор АГМУ (1997)
- Почётный гражданин Барнаула (2002)